# Trentepohlia liponeura
Trentepohlia liponeura är en tvåvingeart som beskrevs av Alexander 1962. Trentepohlia liponeura ingår i släktet Trentepohlia och familjen småharkrankar. Inga underarter finns listade i Catalogue of Life.